# Campionati mondiali di pattinaggio di velocità sprint 2024 - Gara maschile
L'evento maschile dei Campionati mondiali completi di pattinaggio di velocità 2024 si è svolto il 7 e l'8 marzo 2024 alla Max Aicher Arena di Inzell, in Germania. La vittoria fu appannaggio di Ning Zhongyan, primo cinese medagliato in tale specialità a livello maschile.
Il formato della competizione è il completo, nella modalità della sprint. Si svolge una gara sui 500m seguita da una sui 1000m, da ripetere il giorno dopo nella stessa sequenza. 

## Risultati

### 7 marzo

#### 500 m
| Pos | Pair | Corsia | Atleta           | NOC           | Tempo | Diff  |
| --- | ---- | ------ | ---------------- | ------------- | ----- | ----- |
| 1   | 14   | o      | Laurent Dubreuil | Canada        | 34.47 |       |
| 2   | 13   | o      | Marek Kania      | Polonia       | 34.56 | +0.09 |
| 3   | 13   | i      | Jenning de Boo   | Paesi Bassi   | 34.65 | +0.18 |
| 4   | 11   | o      | Cho Sang-hyeok   | Corea del Sud | 34.81 | +0.34 |
| 5   | 5    | o      | Ning Zhongyan    | Cina          | 34.82 | +0.35 |
| 5   | 14   | i      | Kim Jun-ho       | Corea del Sud | 34.82 | +0.35 |

#### 1000 m
| Pos | Pair | Corsia | Atleta                      | NOC         | Tempo   | Diff  |
| --- | ---- | ------ | --------------------------- | ----------- | ------- | ----- |
| 1   | 12   | o      | Ning Zhongyan               | Cina        | 1:07.67 |       |
| 2   | 11   | o      | Mathias Vosté               | Belgio      | 1:07.85 | +0.18 |
| 3   | 13   | i      | Kjeld Nuis                  | Paesi Bassi | 1:07.90 | +0.23 |
| 4   | 9    | i      | Håvard Holmefjord Lorentzen | Norvegia    | 1:08.28 | +0.61 |
| 4   | 14   | i      | Jenning de Boo              | Paesi Bassi | 1:08.28 | +0.61 |

### 8 marzo

#### 500 m
| Pos | Pair | Corsia | Atleta           | NOC         | Tempo | Diff  |
| --- | ---- | ------ | ---------------- | ----------- | ----- | ----- |
| 1   | 14   | o      | Jenning de Boo   | Paesi Bassi | 34.27 |       |
| 2   | 13   | i      | Ning Zhongyan    | Cina        | 34.47 | +0.20 |
| 3   | 14   | i      | Laurent Dubreuil | Canada      | 34.47 | +0.20 |
| 4   | 7    | o      | Bjørn Magnussen  | Norvegia    | 34.57 | +0.30 |
| 5   | 10   | o      | Ryota Kojima     | Giappone    | 34.62 | +0.35 |

#### 1000 m
| Pos | Pair | Corsia | Atleta         | NOC         | Tempo   | Diff  |
| --- | ---- | ------ | -------------- | ----------- | ------- | ----- |
| 1   | 13   | i      | Ning Zhongyan  | Cina        | 1:07.11 |       |
| 2   | 10   | i      | Mathias Vosté  | Belgio      | 1:07.50 | +0.39 |
| 3   | 13   | o      | Kjeld Nuis     | Paesi Bassi | 1:07.65 | +0.54 |
| 4   | 2    | o      | Joep Wennemars | Paesi Bassi | 1:07.74 | +0.63 |
| 5   | 10   | o      | Marten Liiv    | Estonia     | 1:07.80 | +0.69 |

## Classifica generale
| Pos     | Atleta                      | Nazione       | 500m  | 1000m   | 500m  | 1000m   | Punti   | Diff   |
| ------- | --------------------------- | ------------- | ----- | ------- | ----- | ------- | ------- | ------ |
| Oro     | Ning Zhongyan               | Cina          | 34.82 | 1:07.67 | 34.47 | 1:07.11 | 136.680 |        |
| Argento | Jenning de Boo              | Paesi Bassi   | 34.65 | 1:08.28 | 34.27 | 1:07.98 | 137.050 | +0.74  |
| Bronzo  | Laurent Dubreuil            | Canada        | 34.47 | 1:08.31 | 34.47 | 1:08.84 | 137.515 | +1.67  |
| 4       | Kjeld Nuis                  | Paesi Bassi   | 34.96 | 1:07.90 | 34.97 | 1:07.65 | 137.705 | +2.05  |
| 5       | Håvard Holmefjord Lorentzen | Norvegia      | 35.15 | 1:08.28 | 34.73 | 1:07.91 | 137.975 | +2.59  |
| 6       | Ryota Kojima                | Giappone      | 34.97 | 1:08.77 | 34.62 | 1:08.09 | 138.020 | +2.68  |
| 7       | Mathias Vosté               | Belgio        | 35.37 | 1:07.85 | 34.98 | 1:07.50 | 138.025 | +2.69  |
| 8       | Marten Liiv                 | Estonia       | 35.06 | 1:08.44 | 34.87 | 1:07.80 | 138.050 | +2.74  |
| 9       | Cho Sang-hyeok              | Corea del Sud | 34.81 | 1:08.76 | 34.81 | 1:08.14 | 138.070 | +2.78  |
| 10      | Koo Kyung-min               | Corea del Sud | 34.89 | 1:08.94 | 34.86 | 1:07.93 | 138.185 | +3.01  |
| 11      | Marek Kania                 | Polonia       | 34.56 | 1:09.16 | 34.64 | 1:08.95 | 138.255 | +3.15  |
| 12      | David Bosa                  | Italia        | 35.10 | 1:08.91 | 34.73 | 1:08.03 | 138.300 | +3.24  |
| 13      | Hendrik Dombek              | Germania      | 34.93 | 1:08.66 | 35.37 | 1:07.93 | 138.595 | +3.83  |
| 14      | Moritz Klein                | Germania      | 35.22 | 1:08.45 | 35.26 | 1:08.17 | 138.790 | +4.22  |
| 15      | Bjørn Magnussen             | Norvegia      | 35.07 | 1:09.62 | 34.57 | 1:08.79 | 138.845 | +4.33  |
| 16      | Zach Stoppelmoor            | Stati Uniti   | 35.22 | 1:08.76 | 34.96 | 1:08.94 | 139.030 | +4.70  |
| 17      | Piotr Michalski             | Polonia       | 35.34 | 1:09.70 | 34.78 | 1:08.47 | 139.205 | +5.05  |
| 18      | Du Haonan                   | Cina          | 35.00 | 1:09.82 | 34.77 | 1:09.37 | 139.365 | +5.37  |
| 19      | Nil Llop Izquierdo          | Spagna        | 35.37 | 1:09.83 | 35.38 | 1:09.21 | 140.270 | +7.18  |
| 20      | Kim Jun-ho                  | Corea del Sud | 34.82 | 1:11.52 | 34.72 | 1:10.15 | 140.375 | +7.39  |
| 21      | Alessio Trentini            | Italia        | 35.93 | 1:09.27 | 36.02 | 1:08.65 | 140.910 | +8.46  |
| 22      | Stefan Emele                | Germania      | 35.75 | 1:09.54 | 35.96 | 1:08.92 | 140.940 | +8.52  |
| 23      | Yankun Zhao                 | Canada        | 35.85 | 1:11.04 | 35.25 | 1:09.89 | 141.565 | +9.77  |
| 24      | Henrik Fagerli Rukke        | Norvegia      | 36.01 | 1:11.05 | 35.72 | 1:09.92 | 142.215 | +11.07 |
| 25      | Ignaz Gschwentner           | Austria       | 35.82 | 1:11.31 | 35.84 | 1:11.79 | 143.210 | +13.06 |
| 26      | Joep Wennemars              | Paesi Bassi   | 35.18 | 1:43.89 | 34.80 | 1:07.74 | 155.795 | +38.23 |
| -       | Altaj Zjardembekuly         | Kazakistan    | 36.01 | 1:11.14 | 35.54 | DSQ     | 107.120 |        |
| -       | Tuukka Suomalainen          | Finlandia     | 36.01 | 1:12.21 | DSQ   | DNS     | 72.115  |        |